# Theodor Heinrich Wiedemann
Theodor Heinrich Wiedemann (* 5. Januar 1808 in Schmalkalden; † 24. Juni 1862 ebenda) war ein deutscher Jurist und Bürgermeister sowie Mitglied der Zweiten Kammer der kurhessischen Ständeversammlung.

## Leben
Theodor Heinrich Wiedemann absolvierte ein Studium der Rechtswissenschaften und war als Prokurator (Anwalt) am Landgericht Schmalkalden tätig.
In seinem Heimatort übte er das Amt des Bürgermeisters aus, als er 1839 ein Mandat für die kurhessische Ständeversammlung erhielt (7. Landtag bis 1841).
1848 kam er wieder in das Parlament (11. Landtag), das nach den Unruhen im Jahre 1830 zum Zweck der Beratung und Verabschiedung einer Verfassung gebildet wurde und bis 1866 Bestand hatte, als das Land Hessen durch Preußen annektiert wurde.
Schmalkalden gehörte seinerzeit zum Kurfürstentum Hessen und nach 1866 zur Provinz Hessen-Nassau.